# 帝産湖南交通
帝産湖南交通株式会社（ていさんこなんこうつう）は、滋賀県草津市山寺町188番地に本社を置く滋賀帝産グループのバス事業者。滋賀県の湖南地域で路線バスを運行する。なお、略称は「帝産バス」である。
貸切バス事業は1999年に帝産観光バス滋賀へ一時分社化されたが、2017年に帝産湖南交通へ再統合された。かつてはタクシー事業も行っていたが、1998年に分社化（帝産タクシー滋賀）された。

## 営業所

### 現存する営業所
- 草津営業所  - （1998年3月に現在地へ移転。旧本社の跡地に関する解説は事業を参照）
- 田上営業所  - （滋賀県道108号南郷桐生草津線沿い。すぐ近くに「荒戸橋」（大戸川に架かる橋）がある）

### 廃止された営業所
- 金勝営業所  - 事業統合のため、1990年代後半に廃止された。
- 信楽営業所  - 機能縮小に伴って「案内所」に格下げされたが、後に廃止された（後述）。
- 東近江営業所  - （貸切バスのみ。廃止時期は不明）

## 案内所
定期券・回数券販売所のことを指す。営業所でも定期券・回数券の販売を行うが、定休日は異なる。

### 現存する案内所
- 石山駅前案内所
- 瀬田駅前案内所

### 廃止された案内所
- 信楽案内所  - 2016年7月31日をもって廃止。元々は「営業所」だった（前述）。

## 運行ダイヤ
帝産湖南交通の運行ダイヤは複数設定されている。
- 平日
- 土曜・日曜・祝日
- お盆（毎年8月11日 - 8月16日[3]）
- 年末年始[4]
- 休館日（「ミホミュージアム」発着路線のみ[5]）
- 休校日（「龍谷大学」または「東大津高校」を経由する路線のみ[6]）

## 現行路線
発着点となる駅によって系統番号が区分されている。番号の割り振りは下記のとおりであるが、系統番号の設定は始発バス停を基準としているため、駅同士を発着する系統（循環系統は除く）の場合は、往路と復路で系統番号が異なるケースもあった（当該系統はすべて消滅。廃止路線の「往復で系統番号が異なる」を参照）。
- 下一桁が0の系統：石山駅発着
- 下一桁が1の系統：瀬田駅発着
- 下一桁が2の系統：南草津駅発着
- 下一桁が3の系統：草津駅東口発着
- 下一桁が5の系統：草津駅西口発着（現存しない）
- 下一桁が6の系統：栗東駅東口発着

### 石山駅発着路線
ほぼ全路線が田上営業所によって運行されるが、130系統のごく一部は草津営業所の運行となることがある。

#### 30系統
- 石山駅 ← 唐橋前 ← 橋本 ← 水天宮 ← 稲津 ← 上稲津 ← 黒津 ← 石居口 ← 里 ← 枝 ← 羽栗 ← 新免 ← 田上中学校前 ← 田上車庫

備考
田上車庫発を早朝に運行（平日ダイヤは2便、土曜・休日ダイヤは1便）。石山駅発は、2022年9月17日に行われたダイヤ改正で廃止された。

#### 40系統
- 石山駅 - 唐橋前 - 橋本 - 水天宮 - 稲津 - 上稲津 - 黒津 - 太子 - （関ノ津 - ）もみじが丘 - 東急団地入口 - 田上小学校前 - 枝 - 羽栗 - 新免 - 田上中学校前 - 田上車庫
- 石山駅 ← 唐橋前 ← 橋本 ← 水天宮 ← 稲津 ← 上稲津 ← 黒津 ← 太子 ←  田上市民センター前 ← 里 ← 枝 ← 羽栗 ← 新免 ← 田上中学校前 ← 田上車庫

備考
「関ノ津」に停車する便は、午前に運行する「石山駅行き」の全便と午後に運行する「石山駅始発」の全便のみ。
田上市民センター前経由は、平日ダイヤの夜に片道1便のみ運行。
田上車庫行きは「田上車庫前」という幕で運行する。

#### 50系統
- 石山駅 - 唐橋前 - 橋本 - 水天宮 - 稲津 - 上稲津 - 湖南台住宅 - 石居町 - ゼオンポリミクス - みどりヶ丘 - 羽栗橋西詰 - 堂橋 - 新免 - 田上中学校前 - 田上車庫

備考
経由地は150系統（後述）と同じであるが、この系統は［石山駅 - みどりヶ丘 - 田上車庫］間の区間運行路線として運行する。なお、ミホミュージアムの休館日は150系統の全便が当系統に変更して運行する。
田上車庫行きは「田上車庫前」という幕で運行する。

#### 120系統
- 石山駅 - 東レ北門 - 晴園寮 → 園山 → 売店前 → アパート前 → 永大団地 → 焼野中町 → 焼野 → 観音口 → 焼野 → 焼野中町 → 焼野口 → 三池 → 晴園寮 - 東レ北門 - 石山駅

備考
［焼野 → 観音口］間まで「焼野(若葉台)」という幕で運行。以降は終点（石山駅）まで「石山駅」という幕に変更する（当系統は循環系統であるが、「東レ・焼野循環」という幕は出ない）。
道路凍結や積雪等で「観音口」停留所まで運行することができない場合は「焼野中町」停留所で折り返す。

#### 130系統
- 石山駅 - 唐橋前 - 橋本 - 水天宮 - 稲津 - 上稲津 - 黒津 - 石居口 - 里 - 田上小学校前 - 東急団地入口 - アルプス登山口

備考
アルプス登山口行きは「湖南アルプス登山口」という幕で運行する。

#### 140系統
- 石山駅 - 唐橋前 - 橋本 - 水天宮 - 稲津 - 上稲津 - 黒津 - 太子 - （関ノ津 - ）もみじが丘 - 東急団地入口 - アルプス登山口

備考
「関ノ津」に停車する便は、午前に運行する「石山駅行き」の全便と午後に運行する「石山駅始発」の全便のみ。
アルプス登山口発は平日ダイヤのみ運行。土曜・休日ダイヤは石山駅発を午前に片道4便のみ運行。
アルプス登山口行きは「湖南アルプス登山口」という幕で運行する。

#### 150系統
- 石山駅 - 唐橋前 - 橋本 - 水天宮 - 稲津 - 上稲津 - 湖南台住宅 - 石居町 - ゼオンポリミクス - みどりヶ丘 - 羽栗橋西詰 - 堂橋 - 新免 - 田上中学校前 - 田上車庫 - 平野 - 上田上小学校前 - 牧口 - 大鳥居 - 神慈秀明会前 - 桃谷口 - ミホミュージアム

備考
ミホミュージアムの開館日のみ運行。休館日は［田上車庫 - ミホミュージアム］間が全便運休となるため、50系統に変更して運行する。なお、多客期は臨時直行バス（ノンストップ）を運行することがある。
ミホミュージアム行きは「ミホミュージアム（MIHO MUSIUM）」という幕で運行する。

#### 210系統
- 石山駅 - 唐橋前 - 橋本 - 建部大社 - 神領大和苑 - 野郷原一丁目 - 堂橋 - 平野 - 上田上小学校前 - 牧口

備考
朝と宵の内に1.5往復（牧口発は朝1便、石山駅発は宵の内に2便）のみ運行。

#### 310系統
- 石山駅 - 唐橋前 - 橋本 - 建部大社 - 神領大和苑 - 野郷原一丁目 - 龍谷大学

備考
平日に5.5往復のみ運行。以前は土曜ダイヤもあった（日曜・祝日は当路線設定時から全便運休）。

### 瀬田駅発着路線
ほぼ全路線が田上営業所によって運行されるが、一部は草津営業所が運行を担当する。
大学病院方面を発着する路線は、2022年12月1日から「滋賀アリーナ」停留所（「滋賀医大前」から改称）も経由する。

#### 11系統
- 瀬田駅 - 一里山 - 瀬田公園 - 龍谷大学

備考
「学園通り」という愛称が付く道路を経由する路線。211系統などの一部系統もこの道路を経由する。

#### 21系統
- 瀬田駅 - 葛原遊園地 - 山之神の池 - 一里山三丁目 - バイパス一里山 - 小松原 - カネボウベルパーク - びわ湖レストタウン（ - 長寿社会福祉センター）

備考
「びわ湖レストタウン」を発着する便と「長寿社会福祉センター」を発着する便が混在する。バスの運行に関する詳細は下記を参照。
びわ湖レストタウン発着
平日ダイヤ：瀬田駅発は昼過ぎ以降、びわ湖レストタウン発は早朝から昼過ぎにそれぞれ運行。
長寿社会福祉センター発着
平日ダイヤ：夕方以降に3.5往復のみ運行。瀬田駅発は朝に1便だけ追加運行する。
土曜・休日ダイヤ：朝に1往復のみ運行。

#### 111系統
- 瀬田駅 - 一里山 - 瀬田公園 - （龍谷大学 - ）県立アイスアリーナ - 大津市公設市場

備考
滋賀県立アイスアリーナでイベントを開催する日は、［瀬田駅 - 県立アイスアリーナ］間で臨時直行バスを運行することがある。

#### 121系統
- 瀬田駅（ ← 月の輪自動車教習所前(月の輪)[14]） - 月の輪二丁目 - 緑のふれあいセンター - 月の輪三丁目 - カネボウベルパーク - びわ湖レストタウン - 長寿社会福祉センター

備考
月の輪地区とびわ湖レストタウンを経由して長寿社会福祉センターに至る路線。瀬田駅発は夕方以降（平日は昼頃も運行）、長寿社会福祉センター発は朝から昼頃（平日は早朝も運行）にそれぞれ運行する。経路そのものは多少異なるが、前述した21系統を補完する路線として運行している。

#### 211系統
- 瀬田駅 - （直行） - 龍谷大学

備考
休校日ダイヤとなる日は全便運休となる。なお、平日朝の一部便は「瀬田駅」の乗り場を「瀬田駅前龍谷大学直行乗場」に変更する。

#### 301系統
- 瀬田駅 - 一里山 - 瀬田公園 - 文化ゾーン - 医大西門 - 東大津高校 - 滋賀アリーナ - 大学病院
- 瀬田駅 - 一里山 - 瀬田公園 - (文化ゾーン)県立図書館・美術館前 - 医大西門 - 東大津高校 - 滋賀アリーナ - 大学病院
- 瀬田駅 → （瀬田駅から東大津高校まで直行） → 東大津高校 → 滋賀アリーナ → 大学病院
- 瀬田駅 → 一里山 → 瀬田公園 - 文化ゾーン → 医大西門 → （東大津高校は通過） → 滋賀アリーナ → 大学病院
- 瀬田駅 - 葛原遊園地 - バイパス一里山 - 小松原 - カネボウベルパーク - びわ湖レストタウン - 長寿社会福祉センター - 医大西門 - 東大津高校 - 滋賀アリーナ - 大学病院

備考
日中時間帯に瀬田公園経由で運行する便は「(文化ゾーン)県立図書館・美術館前」停留所を経由するが、「文化ゾーン」停留所には停車しない。
［瀬田駅 →（瀬田駅から東大津高校まで直行）→ 大学病院］間と［瀬田駅 →（東大津高校は通過）→ 大学病院］間は平日のみ運行するが、休校日ダイヤの期間中は運休する。
滋賀アリーナでイベントを開催する日は、［瀬田駅 - 滋賀アリーナ］間で臨時直行バスを運行することがある。
注記
平日ダイヤは1日を通して運行するが、土曜・休日ダイヤは朝と夕方に少数しか運行されない（夕方は大学病院発のみ運行）。
びわ湖レストタウン経由は平日ダイヤの昼前から昼過ぎ（10時台 - 13時台）のみ運行。なお、瀬田駅発は朝に片道3便が追加で運行される。

#### 311系統
- 瀬田駅 - 一里山 - 瀬田公園 - 龍谷大学 - 文化ゾーン - 医大西門 - 東大津高校 - 滋賀アリーナ - 大学病院
- 瀬田駅 - 一里山 - 瀬田公園 - 龍谷大学 - (文化ゾーン)県立図書館・美術館前 - 医大西門 - 東大津高校 - 滋賀アリーナ - 大学病院

備考
日中時間帯に運行する便は「(文化ゾーン)県立図書館・美術館前」停留所を経由するが、「文化ゾーン」停留所には停車しない。
瀬田駅発は"瀬田駅1番乗り場（大学病院行き乗り場）"を発車後、"瀬田駅3番乗り場（龍谷大学行き乗り場）"に停車して再び乗車扱いを行う。
注記
平日ダイヤは瀬田駅発が朝と夕方以降に、大学病院発は夜に少数のみそれぞれ運行。なお、土曜・休日ダイヤは両方向とも1日を通して運行する。

### 南草津駅発着路線
すべて草津営業所が運行。

#### 52系統
- 南草津駅 → 野路北口 → 東矢倉四丁目 → 玉川高校 → かがやきの丘中央 → かがやきの丘 → かがやきの丘中央 → かがやきの丘大通り → 丸尾 →若草北口 → 岡本 → 山寺橋 → 山寺 → 草津車庫

備考
平日ダイヤの昼前に片道1便のみ運行。以前は草津車庫発および土曜・休日ダイヤの設定もあったが、ともに廃止された。当系統設定時は［南草津駅 - 丸尾］間は72系統（後述）と同じ経路で運行していたが、後に経由地の見直しが行われ、「玉川高校」と「かがやきの丘」の各停留所を経由する路線となった。

#### 62系統
- 南草津駅 ← 野路 ← 南田山 ← 小野山 ← パナソニック東口 ← 立命館大学正門前 ← 若草一丁目 ← 若草中央通り ← 青山五丁目 ← 青山七丁目 ← 松が丘三丁目 ← 松が丘五丁目

備考
土曜・休日ダイヤの朝に片道1便のみ運行。

#### 72系統
- 南草津駅 - 野路北口 - 東矢倉四丁目 - 向山ニュータウン - 丸尾 - 若草一丁目 - 若草中央通り - 青山五丁目 - 青山七丁目 - 松が丘三丁目 - 松が丘五丁目

備考
南草津駅発は夕方以降（土曜・休日は宵の内のみ運行）、松が丘五丁目発は早朝から朝のみ運行。当系統は"かがやき通り経由"として案内される路線の1つに属する。

#### 82系統
- 南草津駅 - 野路 - 南田山 - 小野山 - パナソニック東口 - パナソニック前 - パナソニック西口 - 笹ノ口 - 血液センター - 南笠団地 - 大学病院 - 滋賀アリーナ - 東大津高校 - 医大西門 - 文化ゾーン - 龍谷大学

備考
平日ダイヤに4往復（南草津駅発が朝から昼過ぎに4便、龍谷大学発が昼前から夕方に4便）を運行。

#### 122系統
- 南草津駅 - 野路 - 南田山 - 小野山 - パナソニック東口 - 桜ヶ丘南口 - 桜ヶ丘北口 - パナソニック前 - パナソニック西口 - 笹ノ口 - 長寿社会福祉センター - 医大西門 - 東大津高校 - 大学病院 - 県立総合福祉センター - 草津養護学校

備考
平日ダイヤに1.5往復（南草津駅発は朝に1便、草津養護学校発は宵の内に2便）のみ運行。

#### 162系統
- 南草津駅 - 野路 - 南田山 - 小野山 - パナソニック東口 - 桜ヶ丘南口 - 桜ヶ丘北口（ ← かがやきの丘大通り） - かがやきの丘中央 - かがやきの丘
- 南草津駅 - 野路 - 南田山 - 小野山 - パナソニック東口 - パナソニック団地口 - パナソニック南門 - パナソニック西中央
- 南草津駅 - 野路 - 南田山 - 小野山 - パナソニック東口（ ← パナソニック南門）

備考
かがやきの丘発着：かがやきの丘発は早朝から朝に、南草津駅発は夕方以降にそれぞれ運行。
パナソニック西中央行き：平日ダイヤの早朝と朝に南草津駅発を片道1便ずつ運行。パナソニック西中央発は2023年5月のダイヤ改正で廃止となった。
パナソニック東口発着：平日ダイヤの早朝に南草津駅発を1便、同ダイヤの宵の内にパナソニック東口発を3便運行。
パナソニック南門始発：平日ダイヤの夕方から宵のうち（夜のはじめ頃）に3便運行。

#### 222系統
- 南草津駅 - 野路 - 南田山 - 小野山 - パナソニック東口 - 桜ヶ丘南口 - 桜ヶ丘北口 - パナソニック前 - パナソニック西口 - 笹ノ口 - 血液センター - 南笠団地 - 大学病院 - 県立総合福祉センター - 草津養護学校

備考
22系統の廃止に併せて新設された系統の1つ。一部は122系統または322系統に変更して運行する。

#### 262系統
- 南草津駅 → 野路 → 南田山 → 小野山 → パナソニック東口 → 立命館大学正門前 → 若草一丁目 → 若草中央通り → 青山五丁目

備考
南草津駅発を土曜・休日ダイヤの朝に片道1便のみ運行。青山五丁目発は2023年5月のダイヤ改正で廃止となった。

#### 272系統
- 南草津駅 - 野路北口 - 東矢倉四丁目 - 向山ニュータウン - 丸尾 - 若草一丁目 - 若草中央通り - 青山五丁目

備考
南草津駅発を夕方に1便、青山五丁目発を朝に1便のみ運行。なお、青山五丁目発は平日ダイヤとなる日のみ運行する。また、当系統は"かがやき通り経由"として案内される路線の1つに属する。

#### 282系統
- 南草津駅 - 野路 - 南田山 - 小野山 - パナソニック東口 - 桜ヶ丘南口 - 桜ヶ丘北口 - かがやきの丘大通り - 丸尾 - 若草一丁目 - 若草中央通り - 青山五丁目

備考
桜ヶ丘を経て飛島グリーンヒルに至る路線であるが、かがやきの丘は経由しない。南草津駅発は昼前から宵の内、青山五丁目発は早朝から夕方に運行する（ともに運行ダイヤの関係で設定が無い時間帯あり）。

#### 322系統
- 南草津駅 ← 野路 ← 南田山 ← 小野山 ← パナソニック東口 ← 桜ヶ丘南口 ← 桜ヶ丘北口 ← パナソニック前 ← パナソニック西口 ← 笹ノ口 ← イサム塗料 ← 中央化学 ← 県立総合福祉センタ ← 草津養護学校

備考
草津養護学校発を土曜・休日ダイヤの朝から昼前に片道3便のみ運行。当系統は「イサム塗料」を経由する。

### 草津駅発着路線
すべて草津営業所が運行。

かつては草津駅西口発着の設定もあったが、現行路線はすべて草津駅東口を発着する。なお、草津駅東口の停留所名は「草津駅」となっているため、表記もそれに従う。

#### 53系統
- 草津駅 - 国道草津 - 追分口 - 青地西 - 青地 - 馬場 - 岡本（ - 上馬場ダイキン東） - 上馬場 - ダイキン前 - 伏見倉庫 - サンスター前 - 新学社 - 若草三丁目 - 若草中央通り - 青山五丁目
- 草津駅 - 国道草津 - 追分口 - 青地西 - 青地 - 馬場 - 岡本（ - 上馬場ダイキン東） - 上馬場 - ダイキン前 - サンスター前 - 新学社 - 若草三丁目 - 若草中央通り - 青山五丁目
- 草津駅 - 国道草津 - 草津市役所 - 追分口 - 青地西 - 青地 - 馬場 - 岡本 - 上馬場 - ダイキン前 - サンスター前 - 新学社 - 若草三丁目 - 若草中央通り - 青山五丁目

備考
平日ダイヤの朝と夕方以降に運行する便は、「上馬場ダイキン東」を経由する。
平日ダイヤの朝と夕方以降の一部便（朝に草津駅を発車する便と、夕方以降に青山五丁目を発車する便）は、「伏見倉庫」も経由する（幕に「工場迂回」と表示される）。
青山五丁目行きは「グリーンヒル」という幕で運行。

#### 83系統
- 草津駅 - 国道草津 - 大路三丁目 - クレハ前 → 小柿九丁目 → 神慈秀明会草津出張所 → 目川住宅前 → クレハ前 - 大路三丁目 - 国道草津 - 草津駅

備考
「小柿循環」という幕で運行する循環系統。「小柿」停留所は国道1号沿いにあるが、当系統はその付近にある路地を循環して草津駅に戻るため、同停留所は経由しない。

#### 113系統
- 草津駅 - 国道草津 - 小柿 - 治田（ ← 新上鈎） - 上鈎 - 栗東農協前 - 栗東郵便局前 - 図書館・博物館前 - 東宝ランド - 上砥山 - 中村 - トレセン事務所前 - トレセン西住宅 - トレセン事務所前 - コミュニティーセンター金勝

備考
草津駅発は朝と夕方以降、コミュニティーセンター金勝発は朝と宵の内のみ運行。

#### 153系統
- 草津駅 - 国道草津 - 追分口 - 青地西 - 青地 - 馬場 - 岡本（ - 上馬場ダイキン東） - 上馬場 - ダイキン前 - 伏見倉庫 - サンスター前 - 新学社 - 若草三丁目 - 若草中央通り - 青山五丁目 - 青山七丁目 - 桐生飛島 - 桐生 - 上桐生
- 草津駅 - 国道草津 - 追分口 - 青地西 - 青地 - 馬場 - 岡本（ - 上馬場ダイキン東） - 上馬場 - ダイキン前 - サンスター前 - 新学社 - 若草三丁目 - 若草中央通り - 青山五丁目 - 青山七丁目 - 桐生飛島 - 桐生 - 上桐生
- 草津駅 - 国道草津 - 草津市役所 - 追分口 - 青地西 - 青地 - 馬場 - 岡本 - 上馬場 - ダイキン前 - サンスター前 - 新学社 - 若草三丁目 - 若草中央通り - 青山五丁目 - 青山七丁目 - 桐生飛島 - 桐生 - 上桐生

備考
平日ダイヤの日中時間帯に運行する便は、「草津市役所」を経由する。
平日ダイヤの朝と夕方以降に運行する便は、「上馬場ダイキン東」を経由する。
平日ダイヤの朝と夕方以降の一部便（朝に草津駅を発車する便と、夕方以降に上桐生を発車する便）は、「伏見倉庫」も経由する（幕に「工場迂回」と表示される）。

#### 193系統
- 草津駅 - 国道草津 - 小柿 - 治田（ ← 新上鈎） - 上鈎 - 栗東農協前 - 栗東郵便局前 - 図書館・博物館前 - 東宝ランド - 上砥山 - 中村 - トレセン事務所前 - トレセン西住宅 - トレセン西住宅 - トレセン事務所前 - コミュニティーセンター金勝 - 大野神社参道入口

備考
土曜・休日ダイヤの日中時間帯のみ運行。
2023年5月8日のダイヤ改正で新設され、93系統（直行）を置き換えた。

#### 213系統
- 草津駅 - 国道草津 - 小柿 - 治田（ ← 新上鈎） - 上鈎 - 栗東農協前 - 栗東郵便局前 - 図書館・博物館前 - 東宝ランド - 上砥山 - 中村 - トレセン事務所前 - トレセン西住宅

備考
平日ダイヤは朝から夕方に運行するが、土曜・休日ダイヤは夕方に2.5往復しか運行されない。

#### 253系統
- 草津駅 - 国道草津 - 追分口 - 青地西 - 川重冷熱前 - （草津技術専門校 → ）上尾 - ロクハタウン - ロクハ荘

備考
平日ダイヤの朝と夕方から宵のうち（夜のはじめ頃）に3.5往復（草津駅発は4便（朝の1便は「草津技術専門校」経由）、ロクハ荘発は3便（夕方は運行なし））のみ運行。かつては草津市役所経由（平日ダイヤとなる日の日中時間帯に運行する便のみ経由）や土曜・休日ダイヤの設定があった。

#### 353系統
- 草津駅 - 国道草津 - 追分口 - 青地西 - 川重冷熱前 - 草津技術専門校

備考
平日ダイヤとなる日に2往復（草津駅発を朝に2便、草津技術専門校発を朝と夕方に各1便）のみ運行。草津技術専門校発は2023年5月のダイヤ改正で新設された。

#### 413系統
- 草津駅 - 国道草津 - 東草津 - 岡 - 目川 - 坊袋 → 川辺（かわづら）[22] → 上鈎口 → 聾話学校 → 栗東市役所 → 栗東中学校前 → 灰塚住宅口 → 栗東運動公園 → 坊袋 - 目川 - 岡 - 東草津 - 国道草津 - 草津駅

備考
「栗東市役所 循環」という幕で運行する循環系統。中山道と「聾話学校」停留所を経由し、「栗東市役所」停留所で折り返して「栗東中学校前」・「灰塚住宅口」・「栗東運動公園」の各停留所へ向かう。「坊袋」停留所に戻った後は来た道を戻り、草津駅へ向かう。

#### 453系統
- 草津駅 - 国道草津 - （草津市役所 - ）追分口 - 青地西 - 青地 - 馬場 - 山寺橋 - 山寺 - 草津車庫

備考
平日ダイヤの日中時間帯に運行する便は、「草津市役所」を経由する。かつては［追分口 - 草津車庫］間を高樋橋経由で運行する553系統の設定もあったが、廃止された。

#### 653系統
- 草津駅 - 国道草津 - 追分口 - 青地西 - 青地 - 馬場 - 岡本 - （岡本から桐生まで直行） - 桐生 - 上桐生

備考
土曜・休日ダイヤに2.5往復（草津駅発は朝に2便、上桐生発は夕方頃に3便）のみ運行。当系統は「ダイキン前」や飛島グリーンヒル（「青山五丁目」など）を経由しない。

#### 753系統
- 草津駅 - 国道草津 - 伯母川新橋 - 追分口 - 青地西 - 青地 - 馬場 - 岡本 - 上馬場ダイキン東[注 11]

備考
平日ダイヤの朝と夕方以降のみ運行。かつては［草津駅 → 上馬場ダイキン東］間の快速系統（運行系統は［直行］）もあったが、廃止となった。

#### 853系統
- 草津駅 - 国道草津 - 追分口 - 青地西 - 青地 - 馬場 - 岡本（ - 上馬場ダイキン東） - 上馬場 - ダイキン前 - 伏見倉庫 - サンスター前

備考
平日ダイヤの朝と夕方以降（草津駅発は朝に3便、夜に1便。サンスター前発は夕方に1便）のみ運行。

### 栗東駅東口発着系統
すべて草津営業所が運行。

#### 16系統
- 栗東駅東口 - 工場団地 - 下鈎口 - 済生会病院 - 手原四丁目 - 手原駅 - 手原二丁目 - 栗東高校 - 東宝ランド - 北の山 - びわこカントリー - 中村 - トレセン事務所前 - トレセン西住宅 - トレセン事務所前 - コミュニティーセンター金勝

備考
平日ダイヤの日中時間帯に2往復のみ運行。かつては土曜・休日ダイヤの運行もあった。
「工場団地」は栗東工場団地を指す。

### その他の系統

#### こんぜめぐりちゃんバス
栗東市観光協会からの委託運行で、草津営業所が担当する。
- 手原駅 - 田舎の元気や - 旧和中散本舗 - 中村 - 大野神社 - 九品の滝 - 泣き地蔵 - 道の駅こんぜの里りっとう - 金勝寺

備考
春・秋の登山シーズンの土曜・休日のみ運行。午前と午後に2往復ずつ（合計で4往復）が運行される。
バス停には同路線の専用停留所が設けられており、「こんぜめぐりちゃんバス」という標記を付けた車両が運用に入ることがある。

## 廃止路線
廃止路線は「系統番号が（往復とも）同じかどうか」によって分類を行ったが、運行を担当した営業所の記述はすべて省略した。なお、停留所名は廃止当時の名称（後に改称した停留所も存在する）を記載した。
また、「草津駅東口」を発着する路線は「草津駅」と表記したが、143・145系統は「草津駅東口」と「草津駅西口」を結ぶ路線のため、この系統に限りその対象外とする。

### 往復で系統番号が異なる
- 1・3系統
  - 草津駅 - 国道草津 - 野路北口 - 南草津駅 - 野路 - 南田山 - 小野山 - 松下東口 - 桜ヶ丘南口 - 桜ヶ丘北口 - 松下電器 - 長寿社会福祉センター - 滋賀医大（ ← 滋賀医大前） - 東大津高校 - 滋賀医大西門前 - 文化ゾーン前 - ヤンマー前[注 13] - 一里山 - 瀬田駅

「→」方向が1系統、「←」方向が3系統。
- 90・91系統
  - 石山駅 - 唐橋前 - 橋本 - 建部大社 - 瀬田南小学校 - 久保江 - 大江 - 瀬田駅

「→」方向が91系統、「←」方向が90系統。
- 90・93系統
  - 石山駅 - 唐橋前 - 橋本 - 建部大社 - 瀬田南小学校 - 久保江 - 大江 - 瀬田駅 - 月の輪 - 教習所前 - 南田山 - 野路 - 南草津駅 - 野路北口 - 国道草津 - 草津駅

「→」方向が93系統、「←」方向が90系統。
- 143・145系統
  - 草津駅（東口） - 国道草津 - 市役所前 - 高校前 - 米花団地 - 社会保険事務所 - 西渋川一丁目 - 草津駅西口

「→」方向が145系統、「←」方向が143系統。
- 162・ 172系統
  - 南草津駅 - 野路北口 - 東矢倉四丁目 - 向山ニュータウン（ ← かがやきの丘大通り） - かがやきの丘 - （かがやきの丘大通り → ）桜ヶ丘北口 - 桜ヶ丘南口 - パナソニック東口 - 小野山 - 南田山 - 野路 - 南草津駅

「→」方向が172系統、「←」方向が162系統。
- 173・176系統
  - 草津駅 - 日の出町 - 小柿口 - 中沢 - 湖南平団地 - 苅原 - 工場団地 - 栗東駅東口

「→」方向が173系統、「←」方向が176系統。
- 262・362系統
  - 南草津駅 - 野路 - 南田山 - 小野山 - 松下東口 - 松下団地 - 松下南口 - 中央化学 - 県立総合福祉センター - 草津養護学校
  - 南草津駅 - 野路 - 南田山 - 小野山 - 松下東口 - 松下団地 - 松下南口 - 中央化学 - 県立総合福祉センター - 草津養護学校 - 飛島西ゲート - 上田上小学校前 - 牧口
- 501・503系統
  - 瀬田駅 - 一里山 - 文化ゾーン前 - 滋賀医大西門前 - 東大津高校 - 滋賀医大 - 南笠団地 - 血液センター - 松下電器 - 松下東口 - 桜ヶ丘南口 - 桜ヶ丘北口 - 小野山 - バイパス野路 - 国道草津 - 草津駅

「→」方向が503系統、「←」方向が501系統。

### 往復とも系統番号が同じ
- 10系統
  - 三条大橋（三条京阪） - 国道山科 - 国道市民病院前 - 国道滋賀病院前 - 石山駅 - 唐橋前 - 橋本 - 建部大社 - 神領大和苑 - 野郷原一丁目 - 堂橋 - 平野 - 上田上小学校前 - 牧口 - 大鳥居 - 北黄瀬 - 黄瀬 - 雲井 - 中牧 - 勅旨 - 沢出 - 近江化学前（陶芸の森前） - 北出 - 信楽栄町 - 信楽
  - 石山駅 - 唐橋前 - 橋本 - 建部大社 - 神領大和苑 - 野郷原一丁目 - 堂橋 - 平野 - 上田上小学校前 - 牧口 - 大鳥居 - 北黄瀬 - 黄瀬 - 雲井 - 中牧 - 勅旨 - 沢出 - 近江化学前（陶芸の森前） - 北出 - （信楽駅 - ）信楽栄町 - 信楽案内所
  - 田上車庫 - 平野 - 上田上小学校前 - 牧口 - 大鳥居 - 北黄瀬 - 黄瀬 - 雲井 - 中牧 - 勅旨 - 沢出 - 近江化学前（陶芸の森前） - 北出 - 信楽駅
  - 北黄瀬 → 黄瀬 → 雲井 → 中牧 → 勅旨 → 沢出 → 近江化学前（陶芸の森前） → 北出 → （信楽駅 → ）信楽栄町 → 信楽案内所
  - ミホミュージアム → 桃谷口 → 田代 → （この間停留所なし） → 北出 → 信楽駅

- 12系統
  - 南草津駅 - 野路 - 南田山 - 狼川 - 笠山口 - 笠山 - 笹ノ口 - 長寿社会福祉センター - 滋賀医大西門前 - 東大津高校 - （滋賀医大前 → ）滋賀医大 - 県立総合福祉センター - 草津養護学校

- 13系統
  - 草津駅 - 国道草津 - 東草津 - 岡 - 目川 - 坊袋 - 灰塚 - 下戸山 - 上砥山 - 中村 - 西住宅 - 金勝小学校前 - 山入 - 片山 - 目相 - 成谷

- 20系統
  - 石山駅 - 東レ北門 - 晴園寮 → 園山 → 売店前 → アパート前 → 永大団地 → 焼野口 → 三池 → 晴園寮 - 東レ北門 - 石山駅

- 22系統
  - 南草津駅 - 野路 - 南田山 - 小野山 - パナソニック東口 - 桜ヶ丘南口 - 桜ヶ丘北口 - パナソニック前 - パナソニック西口 - 笹ノ口 - 長寿社会福祉センター - 医大西門 - 東大津高校 - （滋賀医大前 → ）大学病院 - 南笠団地 - 血液センター - イサム塗料 - 中央化学 - 県立総合福祉センター - 草津養護学校

- 26系統
  - 栗東駅東口 - 工場団地 - 下鈎口 - 手原駅 - 栗東高校 - 東宝ランド - 中浮気団地 - 北の山 - 近江成田山 - 三菱重工前 - 関西アルミ前 - 六地蔵団地

- 30系統
  - 石山駅 → 唐橋前 → 橋本 → 水天宮 → 稲津 → 上稲津 → 黒津 → 石居口 → 里 → 枝 → 羽栗 → 新免 → 田上中学校前 → 田上車庫

- 40系統
  - 石山駅 → 唐橋前 → 橋本 → 水天宮 → 稲津 → 上稲津 → 黒津 → 太子 → 田上市民センター前 → 里 → 枝 → 羽栗 → 新免 → 田上中学校前 → 田上車庫

- 43系統
  - 草津駅 - 国道草津 - 市役所前 - 高校前 - 米花団地 - 草津団地 - 出屋敷 - 木の川 - 山田五条 - 山田小学校 - 北山田 - 北山田浜
  - 草津駅 - 国道草津 - 高校前 - 米花団地 - 草津団地 - 出屋敷 - ニチデン機械

- 51系統
  - 瀬田駅 - 大江 - 久保江 - 瀬田南小学校 - 建部大社 - 橋本 - 水天宮 - 稲津 - 上稲津 - 黒津 - 太子 - 枝 - 羽栗 - 新免 - 田上中学校前 - 田上車庫

- 52系統
  - 南草津駅 - 野路北口 - 東矢倉四丁目 - 向山ニュータウン - 丸尾 - 若草北口 - 岡本 - 山寺橋 - 山寺 - 草津車庫
  - 南草津駅 ← 野路北口 ← 東矢倉四丁目 ← バイパス野路 ← 玉川高校 ← かがやきの丘大通り ← かがやきの丘中央 ← かがやきの丘 ← かがやきの丘中央 ← 丸尾 ← 若草北口 ← 岡本 ← 山寺橋 ← 山寺 ← 草津車庫

- 62系統
  - 南草津駅 - 野路 - 南田山 - 小野山 - パナソニック東口 - 立命館大学正門前 - 若草一丁目 - 若草中央通り - 青山五丁目 - 青山七丁目 - 松が丘三丁目 - 松が丘七丁目
  - 南草津駅 → 野路 → 南田山 → 小野山 → パナソニック東口 → 立命館大学正門前 → 若草一丁目 → 若草中央通り → 青山五丁目 → 青山七丁目 → 松が丘三丁目 → 松が丘五丁目

- 63系統
  - 草津駅 - 国道草津 - 東矢倉二丁目（ ← バイパス野路） - 玉川高校 - 桜ヶ丘北口 - 桜ヶ丘南口 - 松下団地 - 松下電器 - 松下東口 - 桜ヶ丘南口 - 桜ヶ丘北口 - 玉川高校 - （バイパス野路 → ）東矢倉二丁目 - 国道草津 - 草津駅
  - 草津駅 - 国道草津 - 東矢倉二丁目 - バイパス野路 - 小野山 - 桜ヶ丘北口 - 桜ヶ丘南口 - 松下団地

- 72系統
  - 南草津駅 - 野路北口 - 東矢倉四丁目 - 向山ニュータウン - 丸尾 - 若草一丁目 - 若草中央通り - 青山五丁目 - 青山七丁目 - 松が丘三丁目 - 松が丘七丁目

- 73系統
  - 草津駅西口 - 西渋川 - 笠川 - 栗東駅西口 - 霊仙寺 - 小平井口 - 駒井沢 - 新堂 - 上寺口 - 穴村 - 県道穴村 - 志那中町

- 76系統
  - 栗東駅東口 - 工場団地 - 積水ハウス - 積水化学

- 77系統
  - 栗東駅東口 - 苅原 - 霊仙寺 - 小平井口 - 駒井沢 - 新堂 - 上寺口 - 穴村 - 県道穴村 - 志那中町

- 93系統（［直行］：ノンストップ）
  - 草津駅 - （直行） - 大野神社参道入口

- 101系統
  - 瀬田駅 - 一里山 - 瀬田公園 - 文化ゾーン - 医大西門 - 東大津高校 - （滋賀医大前 → ） 大学病院 - 南笠団地 - 血液センター - イサム塗料 - 中央化学 - 飛島西ゲート - 平野 - 田上車庫 - 田上中学校前 - 新免 - 堂橋
  - 瀬田駅 - 一里山 - 瀬田公園 - 文化ゾーン - 医大西門 - 東大津高校 - （滋賀医大前 → ） 大学病院 - （中央化学 → ）京都大学生態学研究センター - 松が丘七丁目 - 松が丘三丁目 - 石岡 - 平野 - 田上車庫
  - 瀬田駅 - 一里山 - 瀬田公園 - 文化ゾーン - 医大西門 - 東大津高校 - （滋賀医大前 → ） 大学病院 - （中央化学 → ）飛島西ゲート - 平野 - 田上車庫

- 110系統
  - 石山駅 - 唐橋前 - 橋本 - 建部大社 - 神領大和苑 - 堂橋 - 新免 - 田上車庫 - 平野 - 石岡 - 青山七丁目 - 青山五丁目 - 青山七丁目 - 桐生飛島 - 桐生 - 上桐生
  - 石山駅 - 唐橋前 - 橋本 - 建部大社 - 神領大和苑 - 堂橋 - 新免 - 田上車庫 - 平野 - 石岡 - 桐生飛島 - 桐生 - 上桐生

- 162系統
  - 南草津駅 - 野路 - 南田山 - 小野山 - パナソニック東口 - パナソニック前 - パナソニック南門 - パナソニック団地口 - 桜ヶ丘南口 - 桜ヶ丘北口 - 小野山 - 南田山 - 野路 - 南草津駅
  - 南草津駅 - 野路 - 南田山 - 小野山 - パナソニック東口 - 桜ヶ丘南口 - 桜ヶ丘北口 - パナソニック前 - パナソニック南門 - パナソニック団地口 - パナソニック東口 - 小野山 - 南田山 - 野路 - 南草津駅
  - 南草津駅 ← 野路 ← 南田山 ← 小野山 ← パナソニック東口 ← パナソニック団地口 ← パナソニック南門 ← パナソニック西中央

- 163系統
  - 草津駅 - 国道草津 - 東矢倉二丁目 - バイパス野路 - 小野山 - 桜ヶ丘北口 - 桜ヶ丘南口 - 松下団地 - 松下電器 - 松下東口 - 立命館大学正門前 - 若草一丁目 - 若草中央通り - 青山五丁目

- 201系統
  - 瀬田駅 - 一里山 - 瀬田公園 - 文化ゾーン - 医大西門 - 東大津高校 - （滋賀医大前 → ） 大学病院 - 南笠団地 - 血液センター - 笹ノ口 - パナソニック西口 - パナソニック前 - パナソニック東口 - 立命館大学正門前 - 若草一丁目 - 若草中央通り - 青山五丁目

- 220系統
  - 石山駅 → 宮ノ内 → 中研前 → アパート前 → 永大団地 → 焼野中町 → 焼野 → 焼野中町 → 焼野口 → 三池 → 晴園寮 → 東レ北門 → 石山駅

- 253系統（旧）
  - 草津駅 - 国道草津 - 追分口 - 部田 - 青地 - 馬場 - 岡本 - （上馬場 - ダイキン前 - ）桐生 - 上桐生

- 253系統（現）
  - 草津駅 - 国道草津 - （草津市役所 - ）追分口 - 青地西 - 川重冷熱前 - 上尾 - ロクハタウン - ロクハ荘

- 262系統
  - 南草津駅 ← 野路 ← 南田山 ← 小野山 ← パナソニック東口 ← 立命館大学正門前 ← 若草一丁目 ← 若草中央通り ← 青山五丁目

- 273系統
  - 草津駅 - 日の出町 - 小柿口 - 中沢 - 湖南平団地 - 苅原 - 工場団地 - 積水ハウス - 積水化学

- 310系統
  - 石山駅 - 唐橋前 - 橋本 - 建部大社 - 神領大和苑 - 野郷原一丁目 - 県立アイスアリーナ - 大津市公設市場 - 県立アイスアリーナ - 龍谷大学

- 373系統
  - 草津駅 - 国道草津 - 小柿 - 治田（ ← 新上鈎） - 下鈎口 - 積水ハウス - 積水化学

- 401系統
  - （瀬田駅 - 一里山 - ヤンマー前 - 文化ゾーン前 - ）滋賀医大 - 長寿社会福祉センター

- 410系統
  - 石山駅 - 唐橋前 - 橋本 - 建部大社 - 神領大和苑 - 野郷原一丁目 - 県立アイスアリーナ - 大津市公設市場

- 453系統
  - 草津駅 - 国道草津 - 追分口 - 部田 - 青地 - 馬場 - 山寺橋 - ナガサキヤ - 山寺工業団地 - 山寺新田 - 新田口 - 浅柄野 - 園芸試験場前

- 473系統
  - 草津駅 - 国道草津 - 小柿 - 治田（ ← 新上鈎） - 下鈎口 - 工場団地 - 苅原 - 湖南平団地 - 中沢 - 小柿口 - 日の出町 - 草津駅

- 553系統（旧）
  - 草津駅 - 国道草津 - 追分口 - 部田 - 青地 - 馬場 - 山寺工業団地 - 山寺新田 - 新田口 - 浅柄野 - 園芸試験場前 - 美の郷 - 雨丸 - 片山 - 目相 - 成谷
  - 草津駅 - 国道草津 - 追分口 - 部田 - 青地 - 馬場 - 山寺工業団地 - 山寺新田 - 新田口 - 浅柄野 - 園芸試験場前

- 553系統（現）
  - 草津駅 - 国道草津 - 追分口 - 東草津三丁目 - 高樋橋 - 堤 - 湖南住宅 - 笠井町 - 山寺 - 草津車庫

- 753系統（［直行］：下記の停留所のみ停車）
  - 草津駅 → 伯母川新橋 → 追分口 → 上馬場ダイキン東

### 備考（廃止路線）
- かつては南郷水産センターや大津署前、石部町（現在の湖南市）の宝来坂へ乗り入れる路線も存在した。

### 注記

#### 10系統に関して
- 河原町御池まで乗り入れを行っていた頃は「三条大橋（三条京阪） - 国道山科」を「河原町御池（京都） - 国道山科」に変更（「国道山科」から石山駅方面の経路は同じ）して運行したが、この当時は別の系統番号だった（現在の割り振りとは異なる）。
- 陶芸の森は1990年6月に開設。元々の停留所名は「近江化学前」だったが、同施設の開設後は「近江化学前（陶芸の森前）」に改称し、後に「陶芸の森」に再改称した。ここでは系統ごとに停留所名を揃えるため、「陶芸の森」停留所は［京都方面 - 信楽］間を運行していた当時のものに統一した。
- 信楽駅経由は2000年前後から設定されたため、カッコ書きで記した。なお、［三条大橋（三条京阪） - 石山駅 - 信楽］間の運行は1990年代末頃に廃止されたため、この対象とはならない。
- 信楽案内所行きは「信楽」という幕で運行していた（三菱ふそう・ローザで運行する信楽駅行きもそれに該当する）。
- 廃止時点の運行本数は［田上車庫 - 信楽駅］間が早朝と夕方以降に1.5往復（信楽駅発が早朝に1便、田上車庫発が夕方以降に2便）、［ミホミュージアム →信楽駅］間が昼に2便であったが、ミホミュージアム発は同美術館の休館日は運休していた[5]。
- 下一桁が「0」の系統は「石山駅発着路線」に付与する番号（先述）であるが、田上車庫発着およびミホミュージアム発の各便も、10系統として運行していた[注 14]。

#### 「信楽案内所」停留所に関して
- かつては営業所を併設していたため「信楽」という停留所名だった。2000年前後に信楽駅経由へ変更し、ほぼ同時期に案内所へ格下げされたため、「信楽案内所」に改称された。なお、当停留所を発着する運行は2016年7月31日をもって終了した（［信楽駅 - 信楽案内所］間の運行が廃止されたため）。

## 車両
所有車両のほとんどが三菱ふそうバス製造（旧：新呉羽自動車工業）製であり、長きに亘って三菱ふそう（旧：新呉羽）の車両しか在籍しない状態が続いていたが、2000年代以降は日野自動車やUDトラックス（旧：日産ディーゼル）、いすゞ自動車のバス車両も他社から中古導入するようになった。
かつては、「ブルドッグ」と呼ばれる車両（三菱ふそう・MP518系）が在籍していたが、2005年頃までにすべて引退した。なお、2005年以降は方向幕（行き先幕）をLEDに取換える車両が増え始め、現在はほぼ全車両がLED幕を搭載する。
上記のブルドッグ及び初期のエアロスターKを置き換える目的として2004年11月より南海バスのエアロスターMを2台導入し、2009年まで数多くの車両を置き換えてきた。2013年からは2代目エアロスターが導入されている。2015年には江ノ電バスと神奈中バスから転属した2代目エアロスターワンステップバスが導入された。更に2006年11月には初めて日野自動車のバス（レインボーRJ）が導入され、2007年7月にもう1台、同年9月にはブルーリボンHU（ワンロマ）が導入された。 
なお、2014年には前面デザインを変更した2代目エアロスターノンステップバスが導入されたが、これは関西地区では初の事例であった。その後、2019年3月には初のいすゞ自動車製バス車両、エルガワンステップ（PKG-LV234L2型 2007年式）が山陽バスから1台が移籍し、稼働を始めている。

### 在籍車両の例
当社に在籍する主な車両は下記のとおり（引退した車種を含む）。なお、当項では車体塗装や現役車種・引退車種による区別は行わない。

#### 三菱ふそうバス製造
- 三菱ふそう・エアロスター
- 三菱ふそう・ニューエアロスター
- 三菱ふそう・エアロミディMK
- 三菱ふそう・エアロミディMJ
- 三菱ふそう・ローザ

前述のとおり、かつては新呉羽自動車工業（現：三菱ふそうバス製造）の車両（通称・ブルドッグ）も在籍していた。

#### その他バス製造業
- いすゞ・エルガ
- 日野・レインボー
- 日野・ブルーリボン
- 日野・リエッセ

### 塗装
現在の標準塗装は帝産観光バス（旧：帝産オート）の塗装に準じているが、「ワンステップカラー」と呼ばれる塗装（下の画像を参照）の車両も混在する。かつての標準塗装は「濃いクリーム色をベースに窓上・窓下・下端の3ヵ所に朱色の横線を1本ずつ引いたもの（下端はリアまで塗りつぶし）」で、窓下の線には「帝産バス」という表記があった。なお、この塗装だった頃はタイヤホイールも朱色に塗装していた。
2019年には（2020年の）創業70周年記念事業の一環として、それをPRするためのラッピングバスが4台登場し、営業運用に入っている。なお、運用は他の大型車と共通となっているため、固定運用は存在しない。

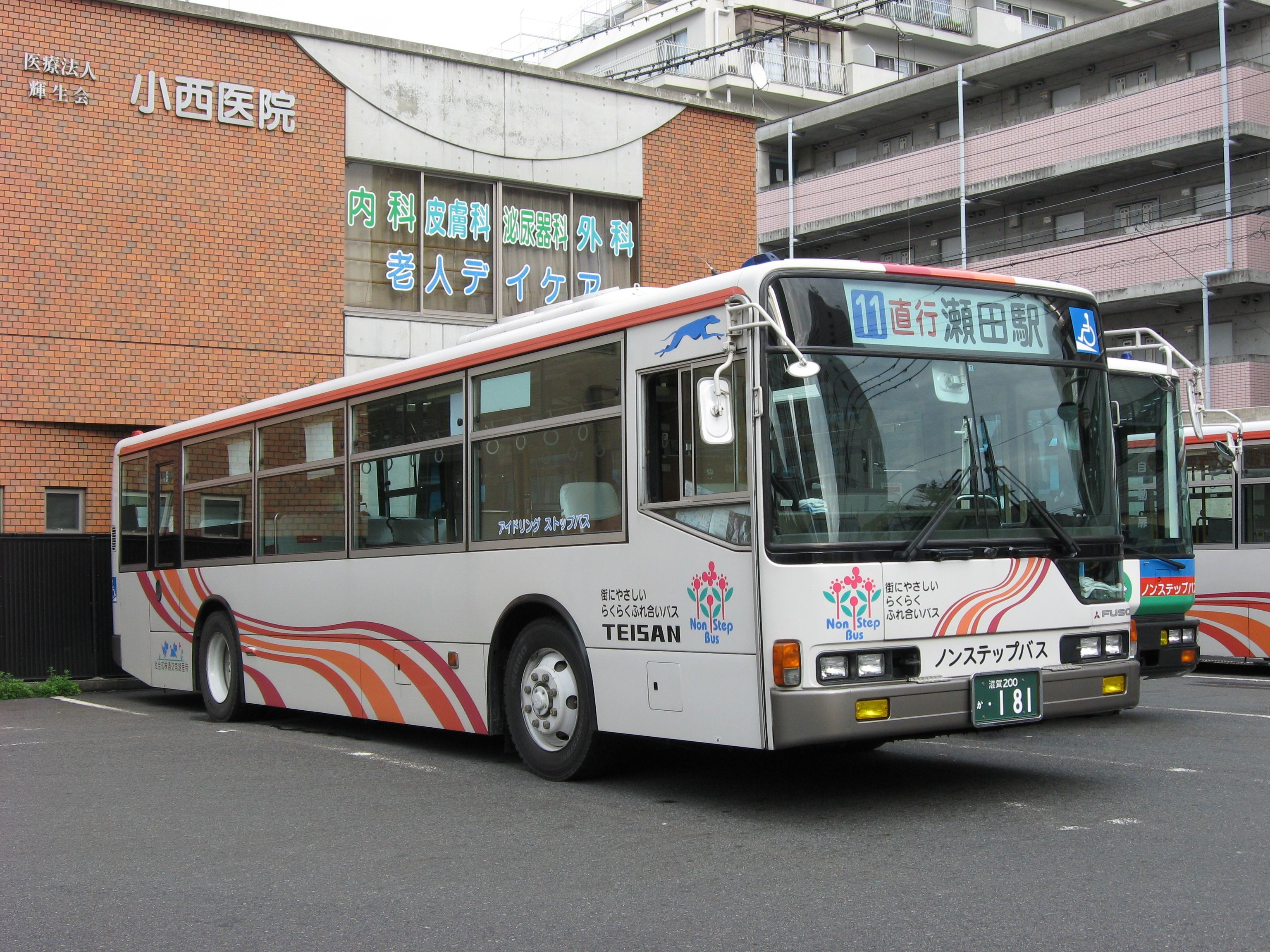
三菱ふそう・ニューエアロスター（ワンステップカラー。画像の車両は後にLED幕へ取換える工事を受けた）
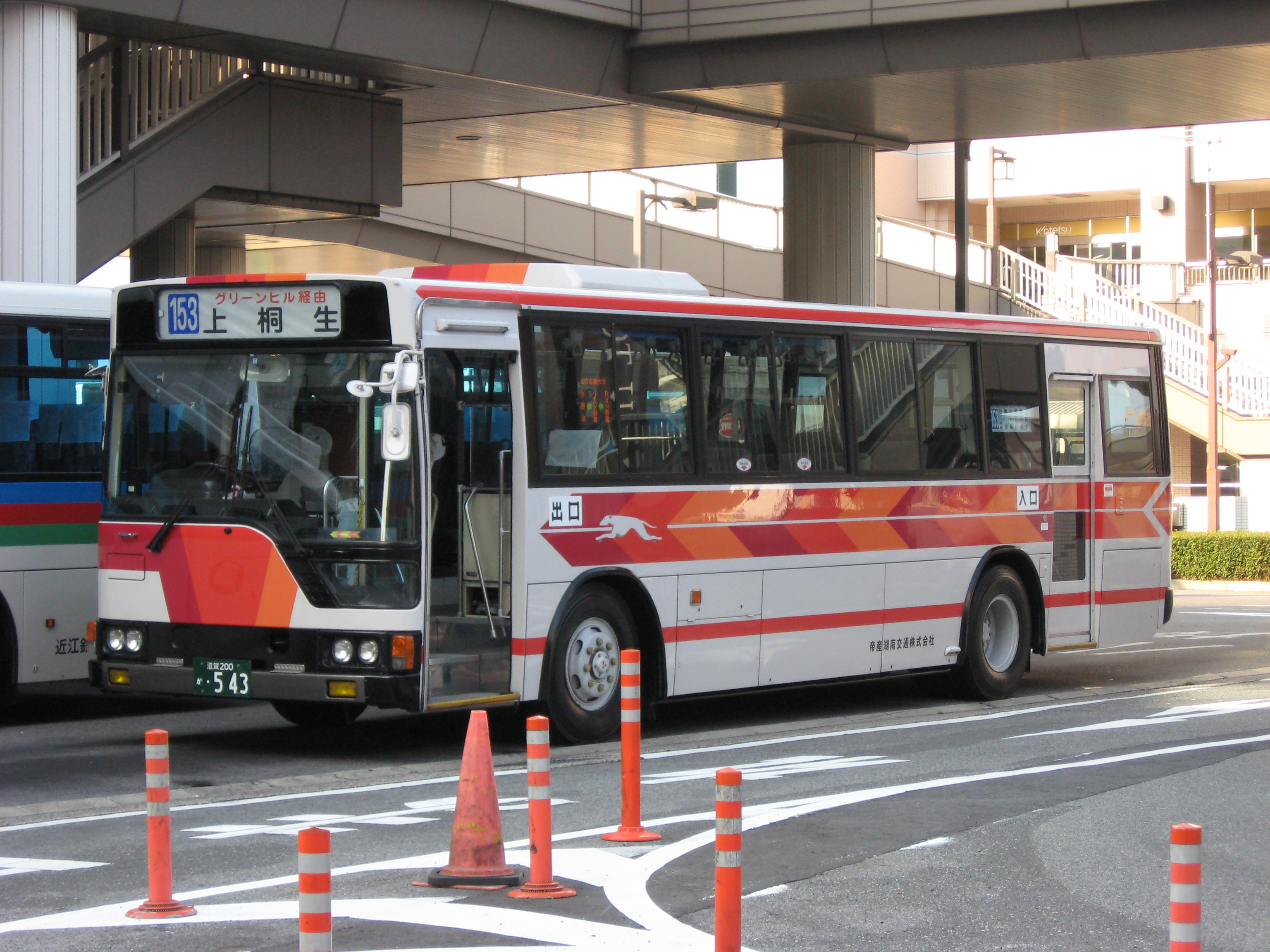
三菱ふそう・エアロスター（南海バスから移籍してきた車両であるが、2020年頃までにすべて引退した）
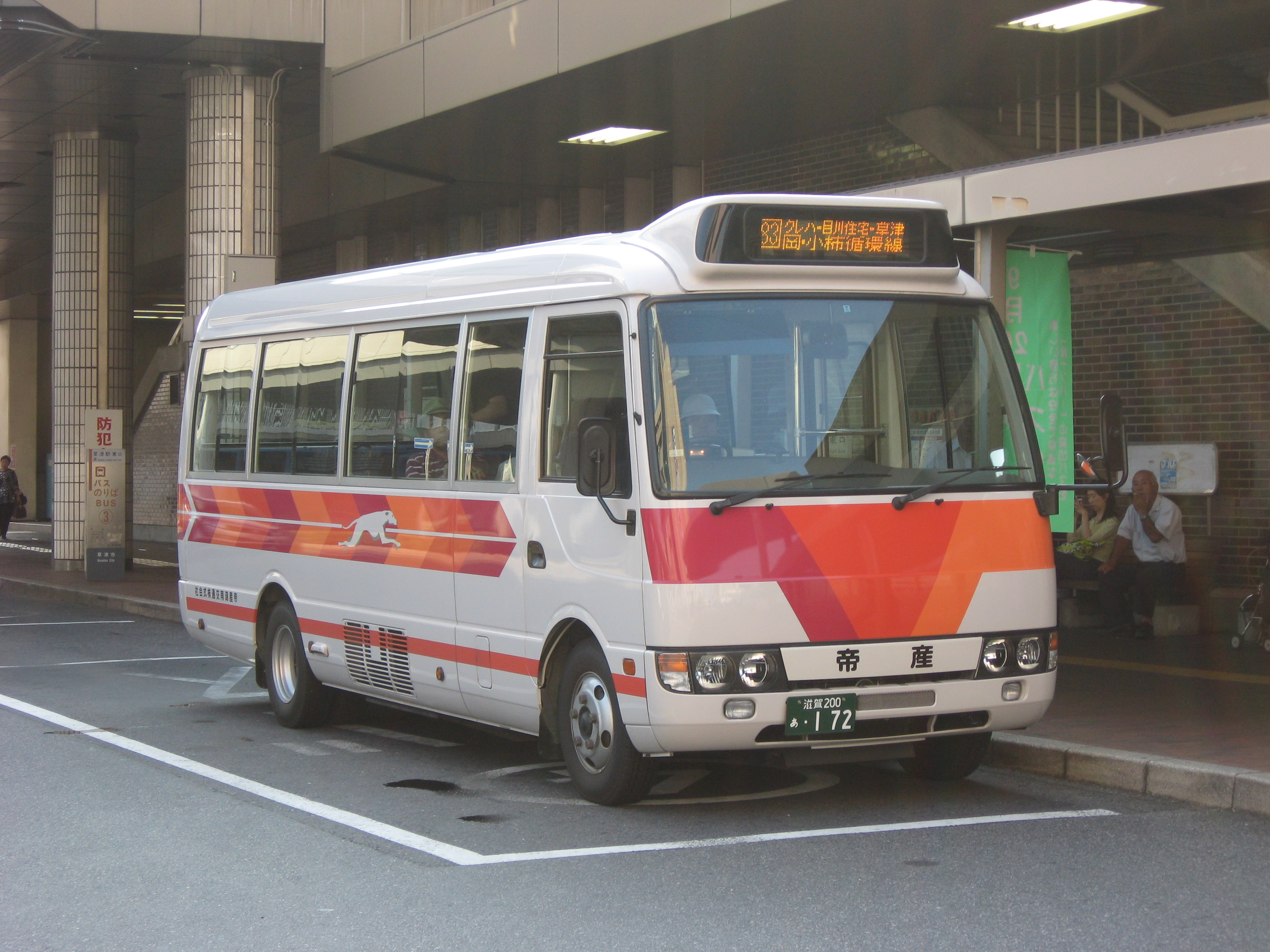
三菱ふそう・ローザ（補助ステップを搭載している）
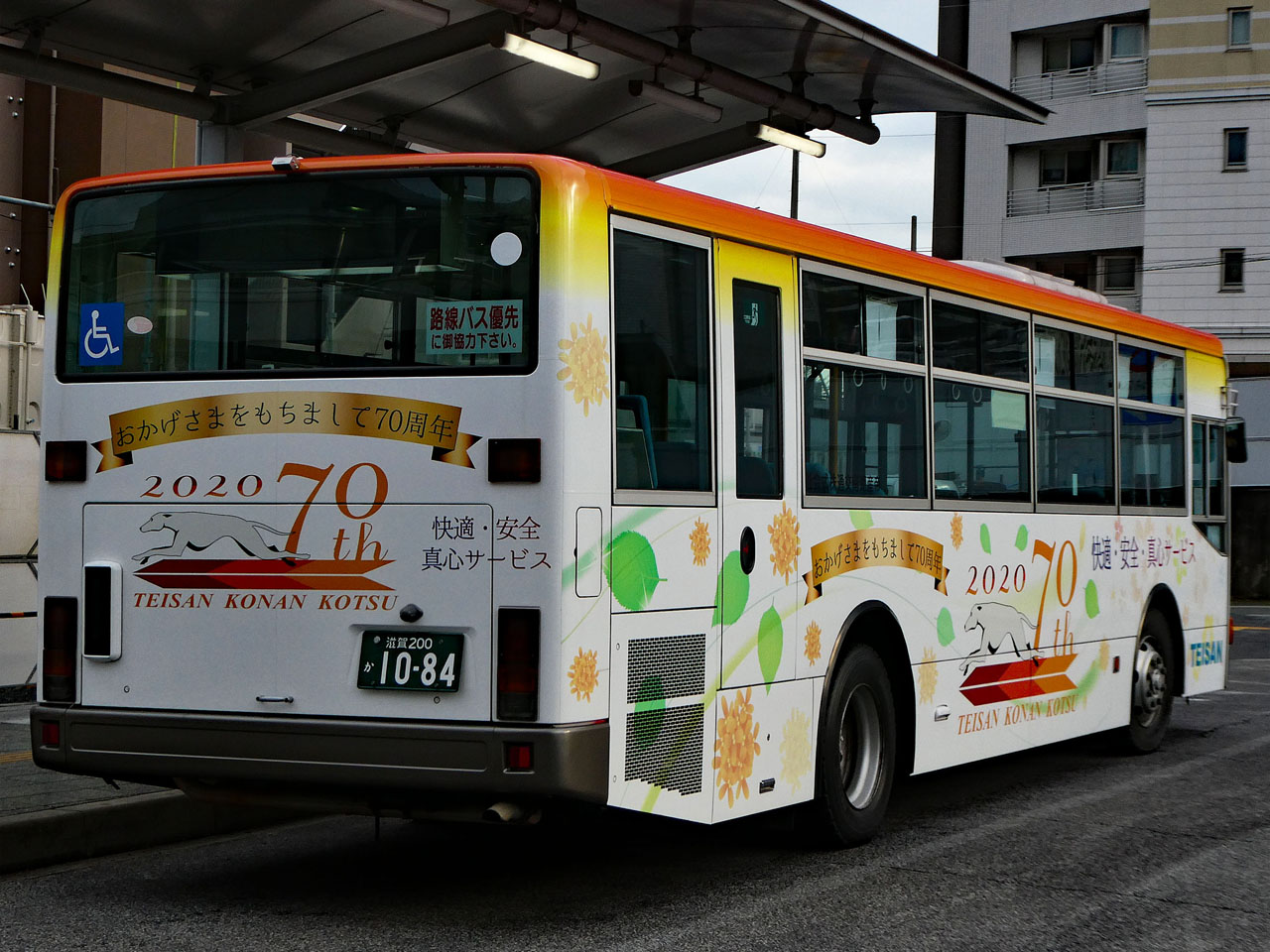
帝産湖南交通 創業70周年記念ラッピングバス（2021年1月）

## バリアフリーに関する問題

### 草津養護学校発着路線のバリアフリー問題
1994年、南草津駅開業とともに22系統が設定される。この路線専用に県からの援助金を受けリフト付きエアロスターMが2台（滋賀22か・500及び滋賀200か・516）導入される。しかし、2007年頃、516号車のリフトが故障し、同年7月に22系統から撤退、他の路線で普通車扱いとして運行されていたが、車齢13年にもかかわらず同年10月に廃車となった。その後500号車も8月末で撤退、こちらは先に撤退した516号車より早く廃車された。
これらの2台が廃車された後は通常の車両での運行だったが、沿線に複数の障害者関連施設があることから利用者からの苦情が多く、田上営業所所属のノンステップバスが数多く運用に入る301系統（瀬田駅 - 滋賀医大）の路線延長も検討されたが、運賃が割高となるため白紙化。翌年4月より田上営業所からノンステップバス1台（滋賀22か772・KC-MP747M）転属し、この問題は一旦解決された。
しかし、草津営業所のノンステップバスはこの1台しかおらず、故障や車両点検の際には通常の車両で代走することも多く、かつ他の同年代の車両と比較して老朽化も早まり末期には故障が頻発し公式サイト上にお詫び文が掲載される程であった。
2014年5月頃にこの問題を解決すべく、泉北コミュニティバス専用車として導入され、廃車後約1年程休車状態となっていた南海バスの2代目エアロスターノンステップバス（滋賀200か10-01・KC-MP747M）を中古導入し、1001号車を当該運用に固定した上で772号車を予備車に転換した。その後、同年8月に前述した新型エアロスターノンステップバス（滋賀200か10-10・QKG-MP38FM）が田上営業所に導入され、これにより余剰となったノンステップバス1台（滋賀22き・771・KC-MP747M）を草津に転属させた上で772号車が代替廃車となったためこの問題は解消された。
その後は1001号車と同型の滋賀200か10-21が追加導入されたため、3台体制に増えた。しかし、1001号車が2018年前半頃に休車を経て廃車となり、1021号車も2021年10月頃に除籍されたため、初期に追加導入した2台はともに現存しない。
なお、同社では2015年からノンステップバスやワンステップバスを数多く中古導入していたため、22系統の担当車はそれらに置き換えられた。これにより運用上の制約はほぼ解消されたが、22系統は2021年の春改正時に廃止された。この廃止に併せて草津養護学校を発着する路線の経路整理が行われ、現在は122系統・222系統・322系統の3系統体制となったが、ほとんどの便が222系統での運行となっている（各系統の経路は「南草津駅発着路線」を参照）。

### 車いす利用者乗車拒否問題
2011年
2011年（平成23年）7月、大津市内の路線バスのバス停で、車いすの乗客男性が降車時に転倒した。男性は「乗務員の介助がなかったからだ」として抗議したが、帝産湖南交通は「バス停の道幅が狭く安全性が確保できない」として、同社の約160か所の停留所のうち約130か所で車いす利用者の乗車を拒否した。
これに対し、国土交通省近畿運輸局は2012年（平成24年）1月13日に帝産湖南交通に文書で警告を行った。
2019年
2019年（令和元年）7月3日、瀬田駅から乗車しようとした車いすの男性（女性講師・介助者2人を含む）に対し、帝産湖南交通の運転手が「スロープの操作方法がわからない」と説明し乗車を断った。この乗車拒否を受け、近畿運輸局は道路運送法第13条（運送引受義務違反）に違反するものとして、2019年9月26日から事業用自動車2台を合計30日間（1台につき15日間）使用停止とする行政処分を下した。また、滋賀県警察は道路運送法違反により捜査の結果、大津地方検察庁は当該乗務員と当社の起訴猶予処分を下した。その後、帝産湖南交通はバス停のダイヤを見やすいものに改善するなどの対策を行った一方で、乗車拒否された男性にはインターネット上でクレーマーとの誹謗中傷を受けることにもなった。

## 事業

### 現在の事業
- cafe di espresso エルティ草津店[1]
  - 珈琲館のフランチャイズ加盟店。

### 過去の事業
- 帝産スクエア
  - 旧本社跡に建った複合施設。2023年12月時点では丸源ラーメン[32]・びっくりドンキー[33]・ケーズデンキ[34]の各店舗が入居している[注 16]。かつては八喜肉 響（）（焼肉店）・アミュージアム・イエローハット[35]の各店舗が入居していた。施設運営を変更した時期は不明であるが[注 17]、2019年12月に公表した栗東市の防災資料には「旧帝産スクエアー」と記されている[36]。